# 白海
白海（俄语：Белое море）是巴倫支海的延伸部分，位於俄羅斯境內，为俄罗斯内海 。西面為卡累利阿共和國，北面為科拉半島，東面為卡寧半島。面积8.9万平方公里。平均深度67米，最深处350米。该海域夏季海水温度6～15℃，冬季温度低于1℃。海水盐度24～34.5。结冰期约为6～7个月，11月至第二年5月初。
白海包括四大海湾：梅津湾、德维纳湾、奥涅加湾、坎达拉克沙湾。
该海域主要港口有阿爾漢格爾斯克、北德文斯克、奥涅加、白海城及坎达拉克沙。主要島嶼有索洛韦茨基群岛。有潮汐發電廠。有白海-波羅的海運河通往波羅的海。

## 地理
根据国际海道测量组织划定，北海的北界为摩尔曼斯克海岸线上的斯威托诺斯角（东经39°47’）至卡宁角的两点连线。

### 地形
白海有四大海湾：东北的梅津湾、东南的德维纳湾、西南的奥涅加湾和西侧坎达拉克沙湾，其中梅津湾正对科拉半岛。这四个海湾由漏斗形的“北海咽喉”相连。注入白海的河流包括注入梅津湾的梅津河、库洛伊河、注入奥涅加湾的奥涅加河与维格河、注入德维纳湾的北德维纳河、注入坎达拉克沙湾的波诺伊河、温巴河，以及直接注入中央“北海咽喉”的瓦尔祖加河和凯姆河。

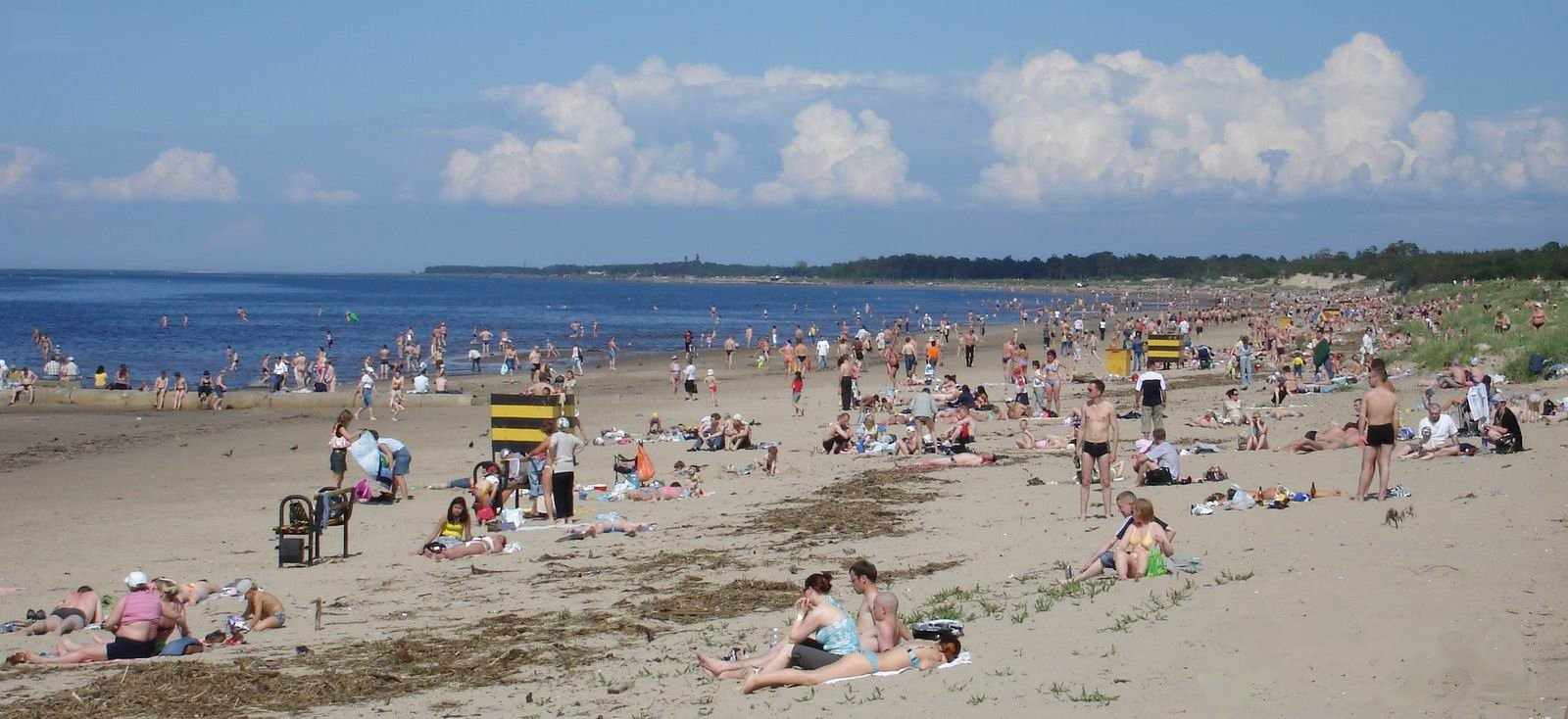
南岸城市北德文斯克的夏日

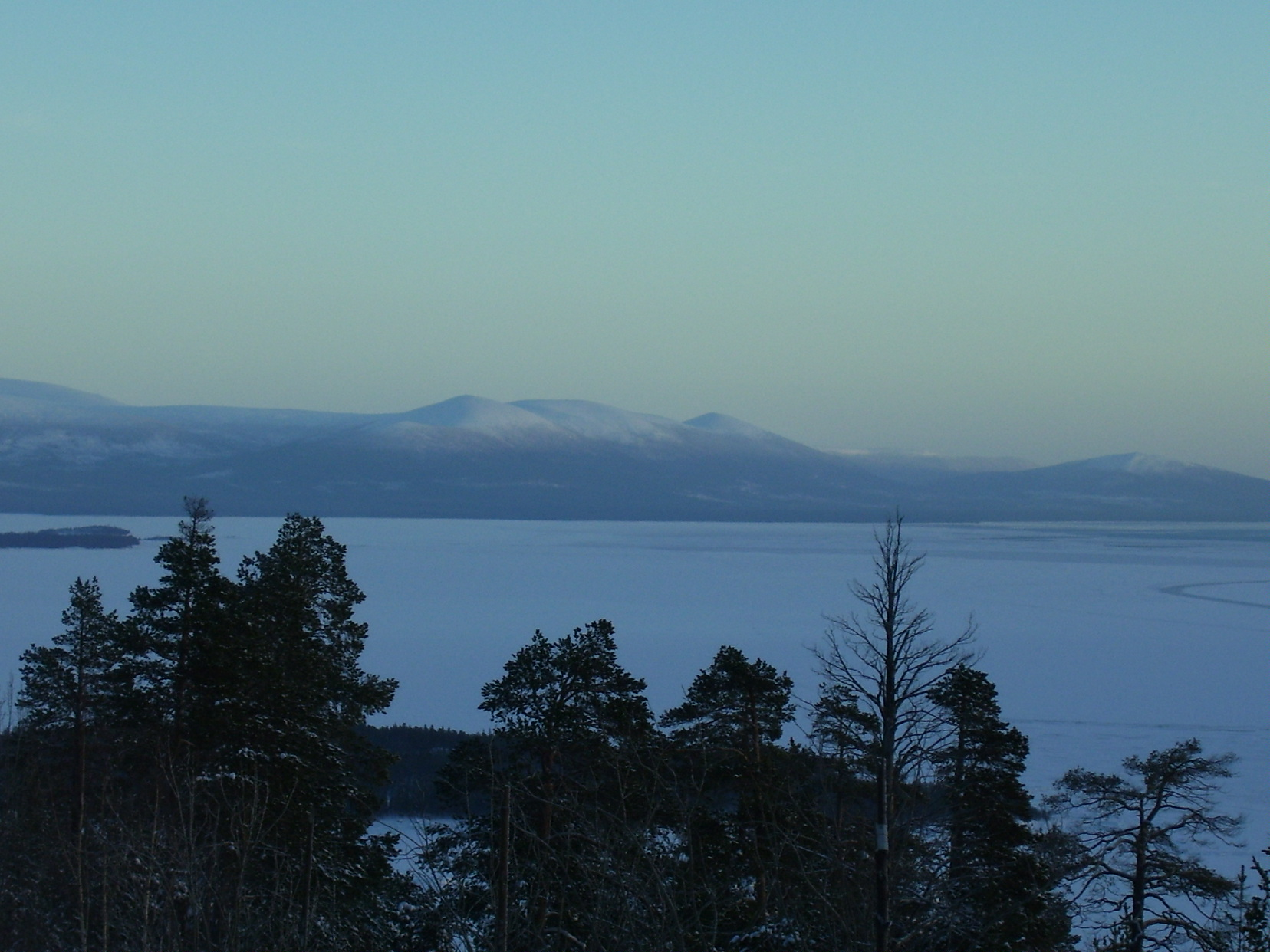
坎达拉克沙湾

白海中岛屿密布，但皆是小岛，其中最主要的是白海中央、奥涅加湾附近六座岛屿组成的索洛韦茨基群岛。奥涅加湾上的基岛亦因其上古老的修道院而知名。

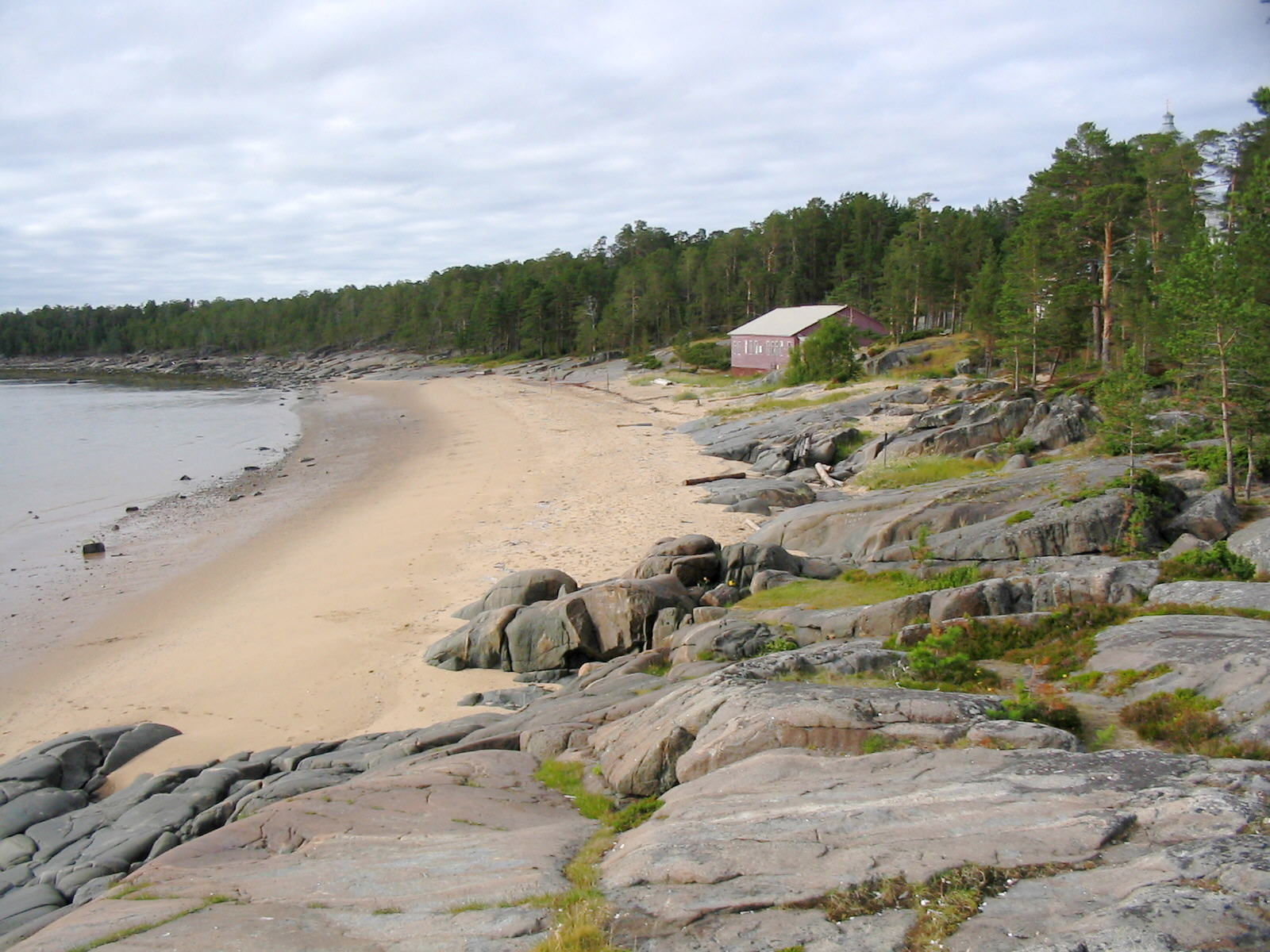
奥涅加湾基岛的海岸

### 海床情况
白海海床极其崎岖不平，高处有如正中凸出水面的索洛韦茨基群岛，而低处则如坎达拉克沙湾中一处极深的海域，被称为“坎达拉克沙空洞”。咽喉区域非常浅，最深不过50m，而北部由于有海底隆起的原因更是只有不到40m深。这段浅海阻碍了和巴伦支海的海水流动。此外，各区域的海床材质差异亦较大，其中中央海区和德维纳湾的海床主要由泥沙组成，而奥涅加湾和坎达拉克沙湾的海床则是岩石和沙混合。海岸线上时常会有冰川时代的沉积物出现。西北部的海岸线较高，但相对其他地方而言较为平缓。

### 水文
白海的潮汐类型为半日潮，即一日中涨落两次。潮汐在咽喉海域速度较慢，大约为1km/秒，而在几处海湾中速度明显更快（在坎达拉克沙湾为1.3km/秒，在奥涅加湾为3.6km/秒，在梅津湾为9km/秒）。此外，海湾中的潮高也显著高于咽喉海域的潮高：在中心大概只有1米，而在南部的奥涅加湾可达10米。由于白海较浅，浪高较低，平均只有1米，而最高也只有3-5米

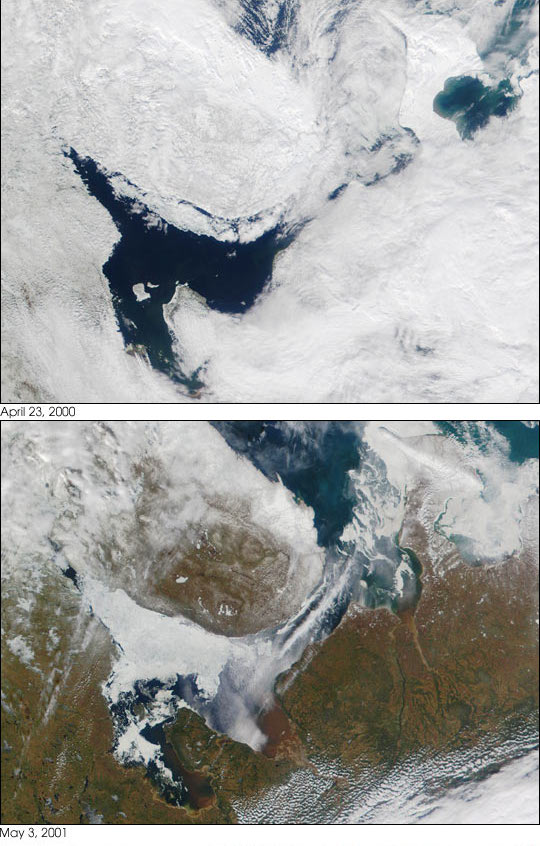
两张白海的卫星图，上图拍摄于2000年4月23日，下图拍摄于2001年5月3日

每年，注入白海的各条河流总共带来227-251立方千米的淡水，其中以南岸的河流居多。带来淡水最多的北德维纳河在雨水丰沛的年份可带来171立方千米淡水，而梅津河、奥涅加河、凯姆河以及维格河则每年分别带来38.5、27.0、12.5和11.5立方千米的淡水。由于其中大部分河流在五月解冻，40%的淡水会在该月份涌入白海，而在二月和三月注入的淡水则较少。注入淡水数量的月份差异导致白海的海平面会在一年当中有所升降，促进其和巴伦支海之间的海水流动。这两片海域一年总共交换大约2000至2200立方千米的海水。春季淡水的大规模涌入还会导致白海表层（10米左右）的盐度下降。在西部海域会下降至26-27‰，东部为22-23‰，而在德维纳湾可低至10-12‰。此外，这些涌入的淡水为白海带来了较多的硅酸盐，且浓度会在一年中根据注入淡水数量而变化。

### 气候
白海的气候环境大致处于温带大陆性气候和极地气候之间，多云和雾。秋冬季白海多风，风速可达8km/小时，而10到11月更是常见风暴。白海冬季盛行东南风，将南方的冷空气带到白海上空，平均气温为零下15℃，北方水域则由于大西洋上空的暖空气相对温暖，气温在零下6-9℃之间。而当北冰洋上空出现反气旋时，则盛行风会变为东北风，导致北极的冷空气涌入白海上空，最低气温可降至零下25℃夏季白海寒冷、多云而潮湿，盛行东北风，平均气温约为8-10℃，而当出现少见的东南风时大陆上的暖空气会被吹到白海上空，气温可升至16-17℃，甚至有时可达30℃。北部的年降雨量为282毫米而南部则为529毫米。
在10至11月，白海会封冻，一直持续到来年的5-6月。一月白海北部水温为零下1.9℃，中部为零下1.3-1.7℃，而在四个海湾则为零下0.6-0.7℃。水温差异系由各处盐度不同而导致，且正因为此每年白海各处解冻和封冻的时间亦不相同。海面上90%的冰层为浮冰，且会不停向巴伦支海方向飘动。冰层厚度一般为40厘米，但在寒冷的冬季可达150厘米。夏季白海水温会回暖至16-17℃，但北部仍然相对较冷，仅有7-8℃
白海深处的水温稳定在-1.4℃，盐度则稳定在30‰。水温随水深下降的规律在白海各处均不尽相同。比如在德维纳湾的出口水温在12-15米深处就降至零度，但在坎达拉克沙湾的出口要到65米深处才会降至零度。

## 历史
大诺夫哥罗德的居民最迟在11世纪就已经得知了白海的存在，此后他们迅速探索这片海域以便航运和获取皮草。首座建于白海海岸上的城市为北德维纳河沿岸、建于13世纪末的霍尔莫戈雷。1492年，一支载有谷物以及代表伊凡三世的大使的船只启航前往丹麦，标志着霍尔莫戈雷成为俄罗斯第一座国际港口。

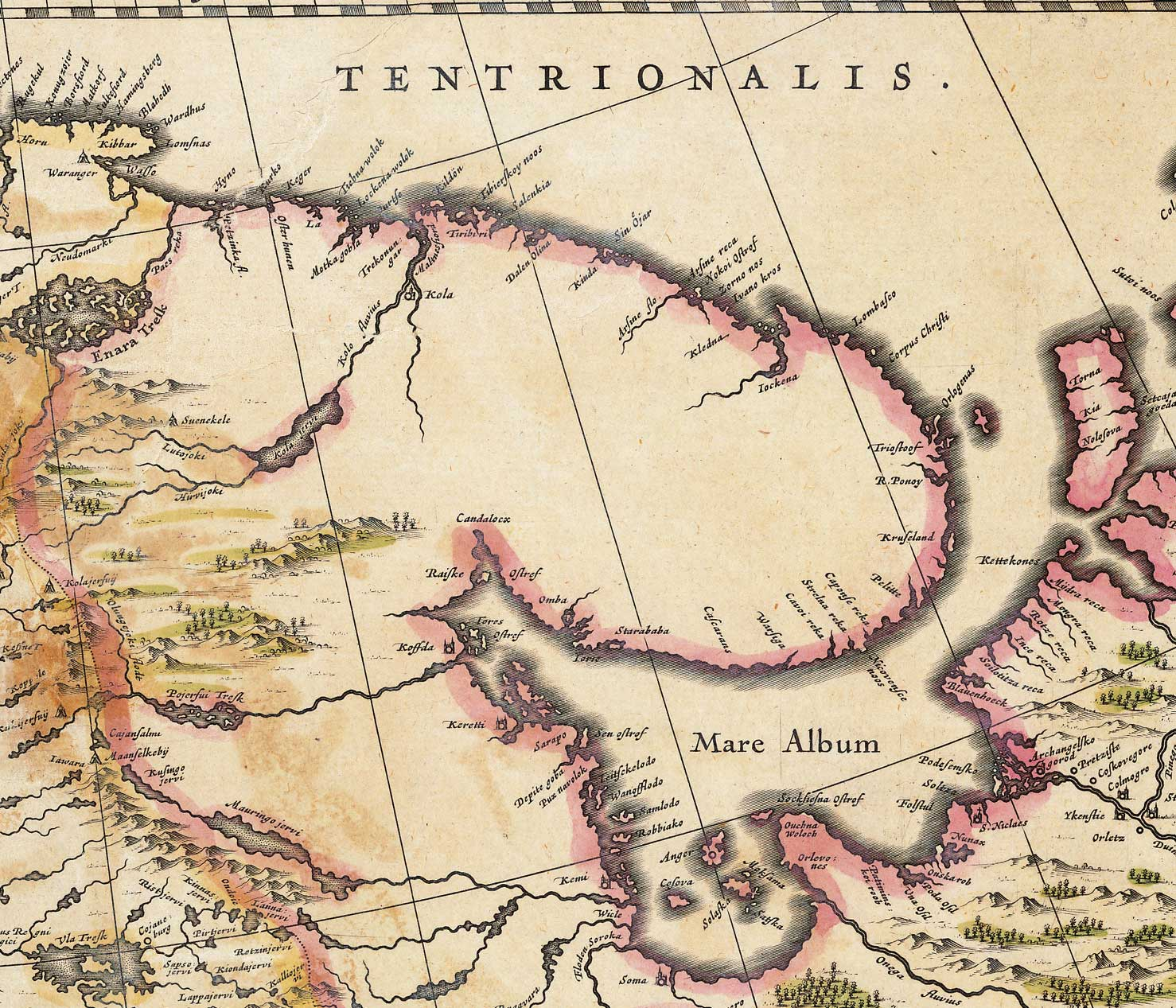
1635年绘制的白海地图

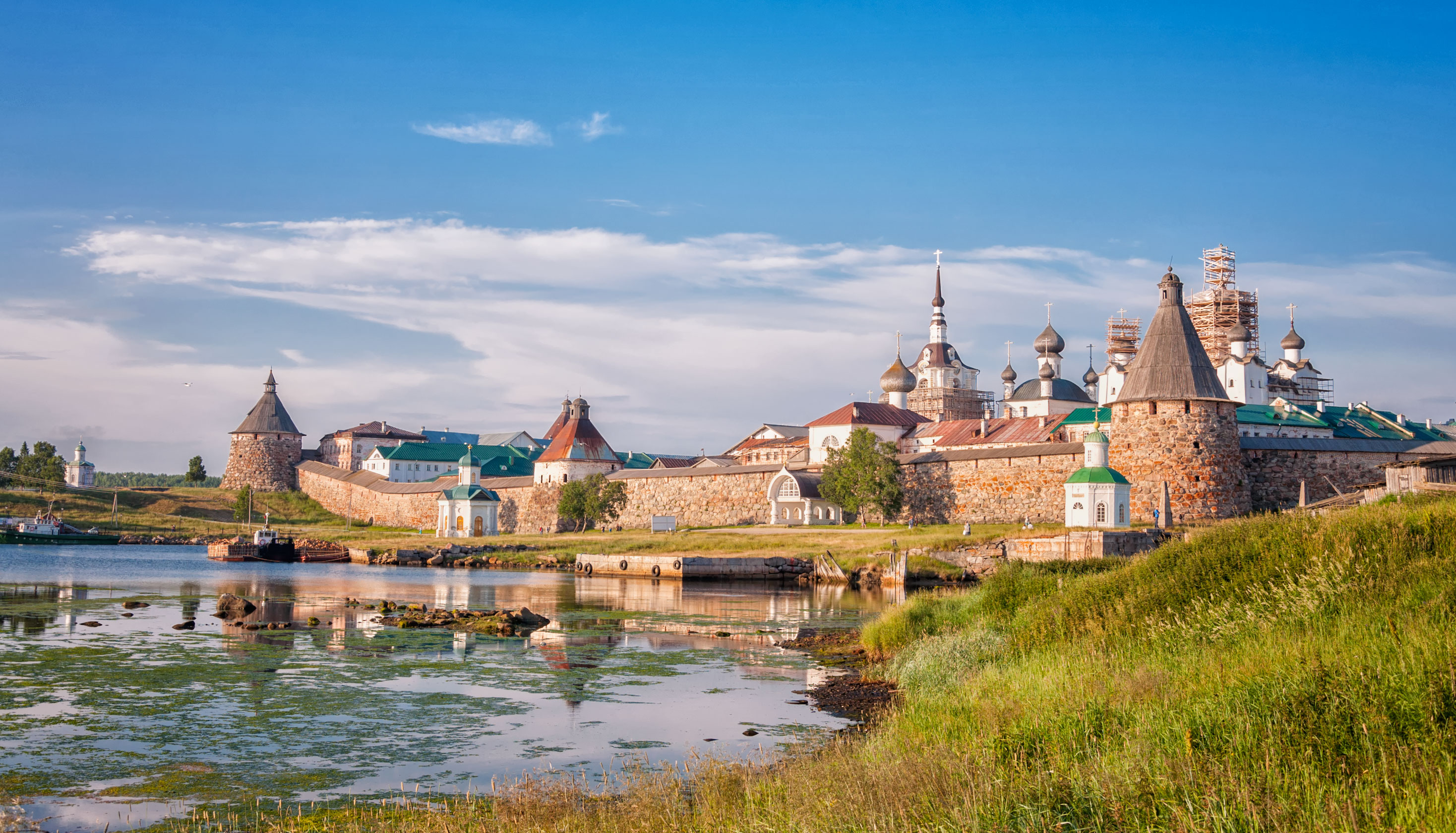
索罗维斯基修道院

1553年，英国航海家理查德·钱塞勒乘“幸运爱德华号”前往霍尔莫戈雷以求通过东北航道开辟羊毛市场，他因此成为第一位造访白海的西方人。原本与他同行的还有休·威洛比指挥的两艘船只“好望”号和“坚信”号，他受英国国王爱德华六世和240位伦敦的商人赞助，前往探索一条从北方抵达印度和中国的航线，但他的两条船只在半途被风暴吹离并因此沉没。沙皇伊凡四世在得知理查德靠岸的消息后将他邀请至莫斯科，并设宴款待了他。理查德于次年返回伦敦。他向英国王室讲述了大量尚不为西欧人所知的俄罗斯地理情况，并转交了一封沙皇的信函。沙皇在信中提到俄罗斯迫切想和西方建立贸易上的往来。1555年英国女王玛丽一世设立莫斯科公司，该公司随后通过白海和俄罗斯进行各种贸易，尤其是皮草贸易。
此后，荷兰商人也利用白海水道同俄罗斯进行贸易，霍尔莫戈雷一时变得极为繁忙。很快，霍尔莫戈雷的弊病便暴露：该港口依赖于较浅的河流泊位，故而能停泊的船只较少。但彼时的沙皇伊凡四世并没有选择拓宽霍尔莫戈雷的港口，而是于1584年在河流下游建立了一座名为“新霍尔莫戈雷”的新城。该城在1596年改为其现在的名字“阿尔汉格尔斯克”。
从15世纪到18世纪，白海一直是货物进出俄罗斯的关键水道，但在1703年圣彼得堡建城后该港作为一个通过波罗的海链接庞大欧洲市场的不冻港使得白海水道的重要性有所减弱，而1916年起新建的不冻港摩尔曼斯克成为了俄罗斯北部货物海运的重心。1933年，白海-波罗的海运河竣工，将白海和波罗的海打通。

## 生态与经济
白海分布有超过700种无脊椎动物、约60种鱼类和多种海洋哺乳动物，包括白鲸和港湾鼠海豚，而弓头鲸、座头鲸、北瓶鼻鲸和虎鲸则颇为罕见。
白海沿岸渔业不甚发达，主要捕捞对象为竖琴海豹、环斑海豹、鲱鱼、宽突鳕、大西洋鳕和大西洋鲑，亦有发展中的海草种植产业。
此外，由于白海-波罗的海运河的建立，船只可从奥涅加湖出发经白海前往圣彼得堡，并通过伏尔加─波罗的海水路前往伏尔加河、里海、黑海和亚速海沿岸的港口。白海沿岸的重要港口包括阿尔汉格尔斯克、奥涅加、梅津、凯姆、坎达拉克沙和温巴。虽然白海会在冬季封冻，但由于有破冰船全年皆可通航。